# Chính sách đối nội của Vladimir Putin

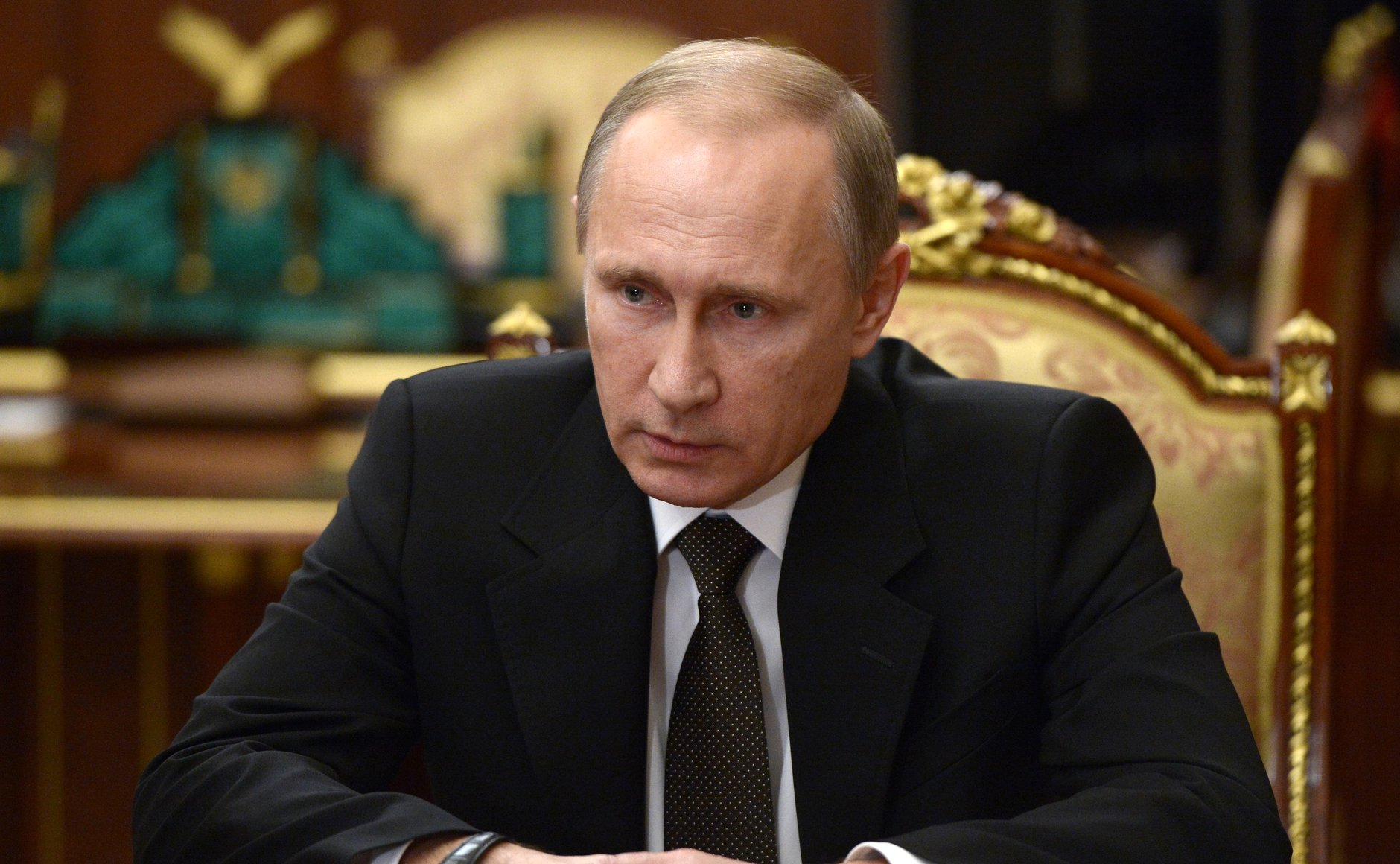
Tổng thống Putin đang điều hành chính quyền

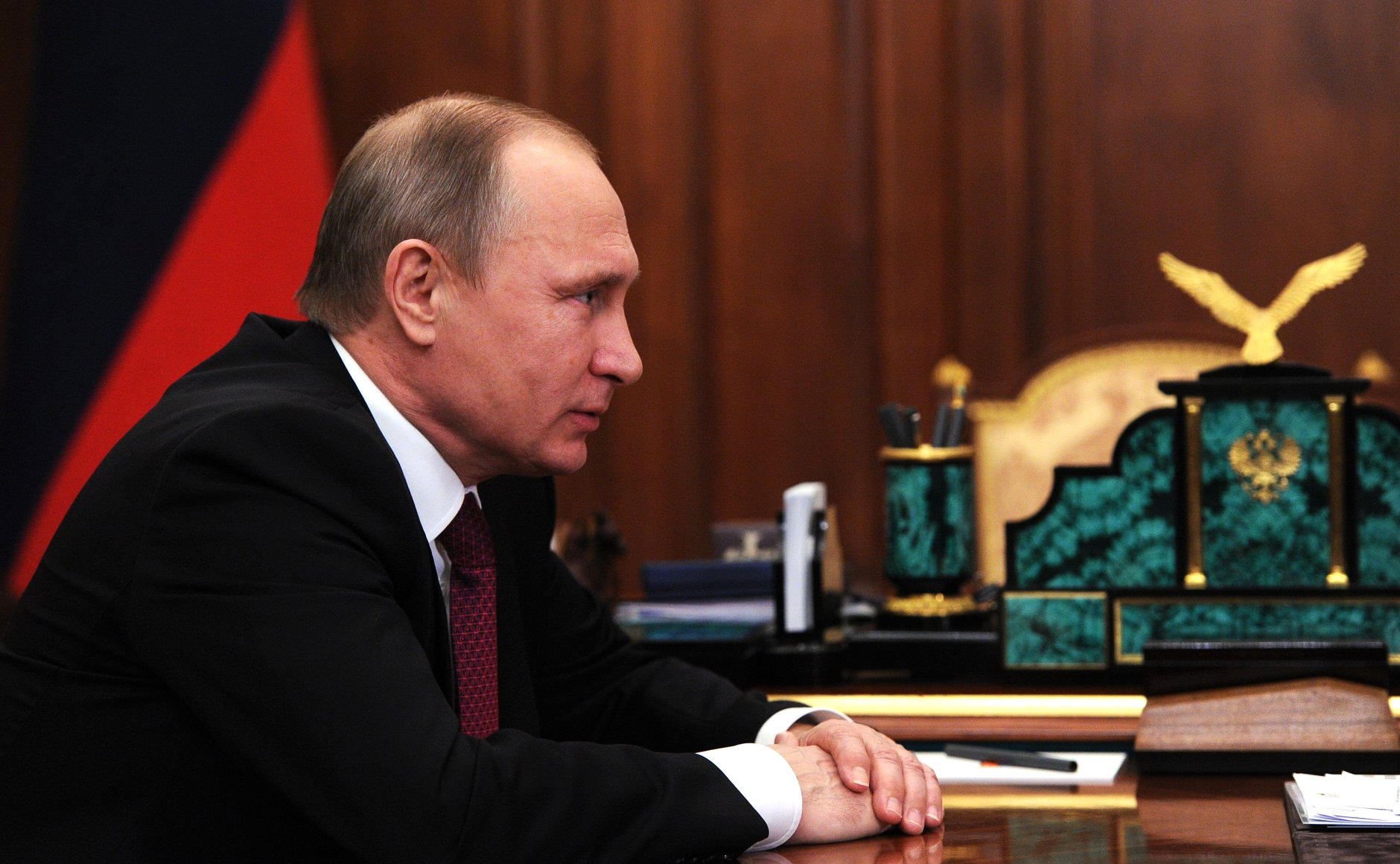
Putin vào năm 2015

Chính sách đối nội của Vladimir Putin là những quan điểm, hành động liên quan đến các chính sách đối nội của Vladimir Putin trong nhiệm kỳ của ông với tư cách là Tổng thống Nga, cũng như những ảnh hưởng của Chủ nghĩa Putin và chương trình lập pháp của Putin trong nước Nga. Trước đây ông từng là Tổng thống từ năm 2000 đến 2008, và đã giữ vị trí này từ năm 2012. Các chính sách đối nội của Putin, đặc biệt là trong giai đoạn đầu trong nhiệm kỳ tổng thống đầu tiên của ông, nhằm mục đích tạo ra sự tập quyền chặt chẽ. Vào ngày 13 tháng 5 năm 2000, ông ban hành sắc lệnh phân chia 89 đối tượng liên bang của Nga thành 7 các quận liên bang do các đại diện do chính ông chỉ định giám sát để tạo điều kiện thuận lợi cho việc quản lý liên bang. Putin cũng theo đuổi chính sách mở rộng các chủ thể liên bang đó là giảm số lượng từ 89 chủ thể năm 2000 xuống còn 83 chủ thể hiện nay sau khi các khu tự trị của Nga được hợp nhất với các chủ thể mẹ. 
Theo Stephen White, nước Nga dưới thời Tổng thống Putin đã nói rõ rằng họ không có ý định thiết lập một "phiên bản thứ hai" của hệ thống chính trị Mỹ hay Anh, mà là một hệ thống gần gũi hơn với truyền thống và hoàn cảnh của Nga. Chính quyền của Putin thường được mô tả là một chế độ "dân chủ có chủ quyền" (Cуверенная демократия/Suverennaya demokratiya). Thuật ngữ này lần đầu tiên được đề xuất từ Vladislav Surkov vào tháng 2 năm 2006, thuật ngữ này nhanh chóng trở nên phổ biến ở Nga và được cho là đã thống nhất các giới tinh hoa chính trị khác nhau xoay quanh nó. Theo những người ủng hộ nó, các hành động và chính sách của chính phủ trên hết phải nhận được sự ủng hộ phổ biến trong chính nước Nga và không được quyết định từ các thế lực bên ngoài đất nước. Thành tích ấn tượng nhất của Putin trong nhiệm kỳ tổng thống thứ nhất là ngay khi vừa lên cầm quyền ông đã vực dậy nền kinh tế Nga từ chỗ suy thoái nhiều năm liền chuyển sang tăng trưởng. Nước Nga bắt đầu hồi sinh dưới sự lãnh đạo của Putin.

## Các chính sách

### Củng cố quyền lực
Khi bộ máy chính phủ mới của Putin hình thành sau cuộc bầu cử tổng thống năm 2000, các bộ mặt nhiều ảnh hưởng cũ thời Yeltsin gồm cả Lãnh đạo Nhân sự Aleksandr Staliyevich Voloshin và Thủ tướng Mikhail Mikhailovitch Kasyanov vẫn giữ được nhiều quyền kiểm soát đối với các chính sách và sự chỉ đạo của chính phủ mới. Mặt khác, Putin cũng được hậu thuẫn bởi một nhóm các nhà cải cách kinh tế từ quê hương Sankt-Peterburg của ông, và có thể tin cậy cũng như có được ủng hộ từ cái gọi là siloviki. (Nhóm này được gọi là những thành viên vẫn giữ nhiều quyền lực bên trong các cơ quan an ninh Nga, họ tự coi mình là những người bảo vệ quyền lợi quốc gia khỏi các chính trị gia và các quan chức tham lam, và thường được cung cấp đầy đủ thông tin về mọi mặt đời sống kinh tế, chính trị Nga.) Sự đấu tranh – và hợp tác – giữa nhiều nhóm đó là đặc trưng lớn nhất của nhiệm kỳ thứ nhất của Tổng thống Putin. Ngày 24 tháng 2 năm 2004, chưa tới một tháng trước cuộc bầu cử, Putin đã cách chức Thủ tướng Kasyanov và toàn bộ chính phủ Nga và chỉ định Viktor Borisovich Khristenko làm quyền thủ tướng. Ngày 1 tháng 3, ông chỉ định Mikhail Yefimovich Fradkov vào vị trí này.
Ngay khi trúng cử, Putin đã đưa ra nhiều biện pháp nhằm tái lập quyền lực tuyệt đối của Kremlin đối với đời sống chính trị Nga. Thời Yeltsin, 89 vùng lãnh thổ chính trị cấp dưới liên bang ở nước Nga (các nước cộng hoà, vùng, krai, Moskva và Sankt-Peterburg) đều được trao những quyền tự trị rất lớn. Trong khi hành động cải cách triệt để này có mục tiêu nhằm giúp cho các thủ đoạn chính trị của Yeltsin trong giai đoạn đầu thập niên 1990, nó cũng dẫn tới tình trạng phá vỡ các quy tắc liên bang và góp phần làm lớn mạnh các phong trào li khai, nổi tiếng nhất như tại Chechnya. Vì thế, một trong những đạo luật đầu tiên của Putin, nhằm tái lập lại cái mà ông gọi là "quyền lực theo chiều dọc" – nghĩa là quay trở lại với hệ thống liên bang từ trên xuống theo truyền thống. Trong hành động đầu tiên, Putin thông báo chỉ định bảy vị "đại diện toàn quyền" của tổng thống. Trong khi được coi là hành động thức hai nhằm phá vỡ kiểu nhà nước liên bang thời Yeltsin, vì nhiều lý do hệ thống đại diện toàn quyền đã mang lại một số thành công. 

### Nghiêm trị lũng đoạn
Khi Vladimir Putin lên nắm quyền vào năm 2000, nước Nga đang ở trong tình trạng bị chi phối bởi một nhóm tài phiệt (oligarchs) đầy quyền lực, những người đã thâu tóm các tài sản quốc gia giá trị nhất trong thập niên 1990 từ đợt tư hữu hóa ở Nga. Nhiệm vụ trọng tâm và cũng là dấu ấn đậm nét nhất trong những năm đầu cầm quyền của ông Putin là tái lập trật tự, kiềm chế quyền lực của giới tài phiệt và đưa các tài sản chiến lược trở lại dưới sự kiểm soát của nhà nước. Những tháng đầu tiên trong nhiệm kỳ tổng thống thứ nhất của Putin được đánh dấu bằng sự dàn xếp quan hệ với các nhóm tài chính-công nghiệp lớn, mà các nguồn tài chính cũng như các đế chế truyền thông của họ từng là những vũ khí quan trọng trong cuộc chiến tranh chính trị xảy ra trong nước những năm trước đó. Các thành viên chủ chốt trong bộ máy cũ của Yeltsin – thường được gọi thông tục là "Gia đình" – do ông trùm tài phiệt Vladimir Gusinsky, người từng ủng hộ bộ đôi Primakov/Luzhkov cầm đầu. Trong vòng một năm từ khi Putin lên nắm quyền, Gusinsky từ lúc là một kẻ có ảnh hưởng trở thành người bị giam vào tù. Những lời chỉ trích trong nước và quốc tế buộc tội Putin đã đạo diễn các phiên tòa xử các nhân vật đại gia đầu sỏ chính trị như Boris Abramovich Berezovsky, Vladimir Aleksandrovich Gusinsky, và sau này là Mikhail Borisovich Khodorkovsky như một phần trong nỗ lực của Kremlin nhằm kiểm soát toàn bộ phương tiện truyền thông Nga và các lĩnh vực quan trọng trong nền kinh tế Nga. 
Về phần mình, chính quyền của Putin đã đưa ra lập luận rằng những hành động của họ chống lại các nhân vật đầu sỏ trên dựa trên tinh thần pháp luật và nhằm kìm chế cũng như hủy bỏ những vấn đề xung đột nghiêm trọng trong nền kinh tế Nga sau nhiều năm có được đặc quyền đặc lợi. Thay vì quốc hữu hóa toàn bộ, Điện Kremlin tập trung vào việc giành lại quyền kiểm soát các ngành có tầm quan trọng chiến lược đối với an ninh và kinh tế quốc gia, bao gồm năng lượng, truyền thông và công nghiệp quốc phòng. Các tài sản chiến lược quan trọng nhất cuối cùng đã trở lại dưới sự kiểm soát trực tiếp hoặc gián tiếp của nhà nước. Việc giành lại quyền kiểm soát các kênh truyền hình lớn đã giúp Điện Kremlin định hình dư luận trong nước. Chính quyền Putin sử dụng các biện pháp gây áp lực một cách không chính thức, như các cuộc điều tra liên tục, các rào cản hành chính hoặc đe dọa truy tố, để buộc các tài phiệt phải bán lại tài sản của mình cho nhà nước hoặc cho các công ty tư nhân thân với Điện Kremlin với giá hữu hảo. Trong giai đoạn này, chiến dịch của ông Putin là một cuộc tái lập quyền lực nhà nước một cách quyết đoán và có phương pháp, sử dụng luật pháp làm vũ khí chính để định hình lại mối quan hệ giữa nhà nước và giới kinh doanh, chấm dứt kỷ nguyên hỗn loạn của các nhà tài phiệt thời hậu Xô viết.

### Kế thừa quá khứ

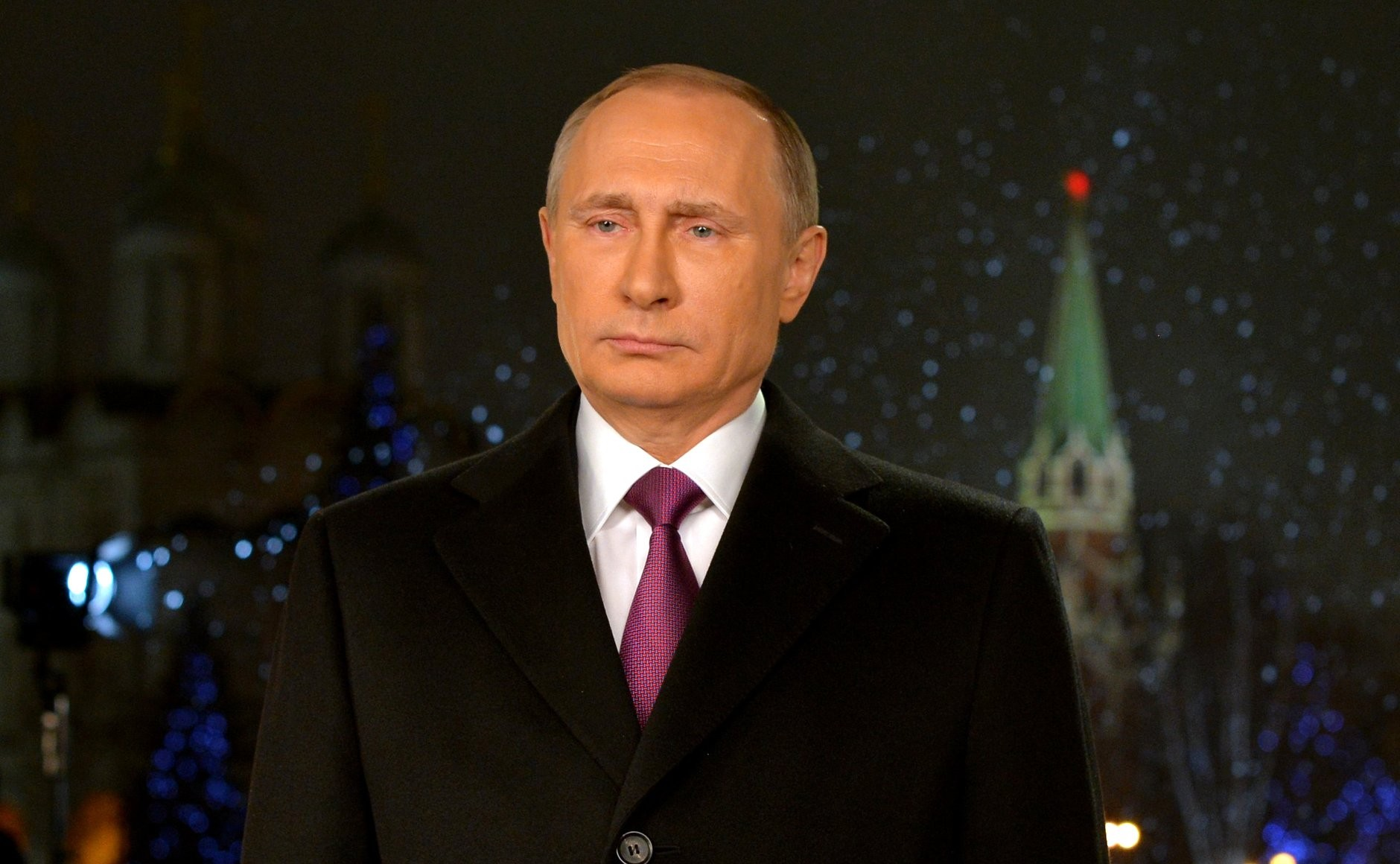
Tổng thống Putin đón năm mới

Putin không ủng hộ việc xóa bỏ quá khứ Liên bang Xô viết ra khỏi lịch sử nước Nga — vốn là chính sách trước kia của Yeltsin nhằm mục đích chính là đối phó với các đối thủ của Đảng Cộng sản Nga. Ông đã miêu tả niềm tin của mình rằng Liên Xô trước kia là một phần quan trọng trong lịch sử Nga và những di sản của Liên Xô có một ảnh hưởng lớn trên việc hình thành xã hội Nga hiện đại. Vì thế, Putin đã đưa một số biểu tượng thời Xô viết đã quay trở lại nước Nga, như lá cờ đỏ của Hồng quân, tiêu ngữ "Ngôi sao Xô Viết", và Quốc ca Liên Xô (được sửa chữa lời nhưng giữ nguyên nền nhạc) – tất cả những thứ đó đã tạo được ấn tượng tốt với đa số dân chúng Nga. Trả lời những người chỉ trích các hành động đó, Putin đã đưa ra lý lẽ rằng ông là tổng thống của mọi người Nga - gồm cả những người về hưu đã mất mọi thứ cùng với sự chuyển tiếp thời hậu Xô viết, những người vẫn trung thành với những biểu tượng của quá khứ. Tổng thống Putin và ê kíp cầm quyền mới cho rằng, con đường phát triển duy nhất đúng cho nước Nga không phải là đoạn tuyệt với quá khứ và thực hiện chủ nghĩa tư bản mô thức phương Tây, mà Nga phải đi một con đường phù hợp với truyền thống, lịch sử, giá trị riêng có của Nga với tư cách là một cường quốc Âu-Á, và triết lý phát triển của nước Nga là: phát huy truyền thống yêu nước, đoàn kết thống nhất xã hội; xây dựng một nhà nước trung ương hùng mạnh, tập trung quyền lực cao; một “nền dân chủ có thể kiểm soát”; một “nền kinh tế thị trường định hướng xã hội”; nâng cao đời sống của nhân dân; bảo đảm an ninh quốc gia, toàn vẹn lãnh thổ; cải thiện vị thế nước Nga trên trường quốc tế với tính cách là một cường quốc. Có thể nói, tư duy về triết lý phát triển nước Nga như vậy đã kế thừa phần nào đó từ lịch sử và truyền thống của nước Nga và của cả Liên Xô.

### Vấn đề Chechnya

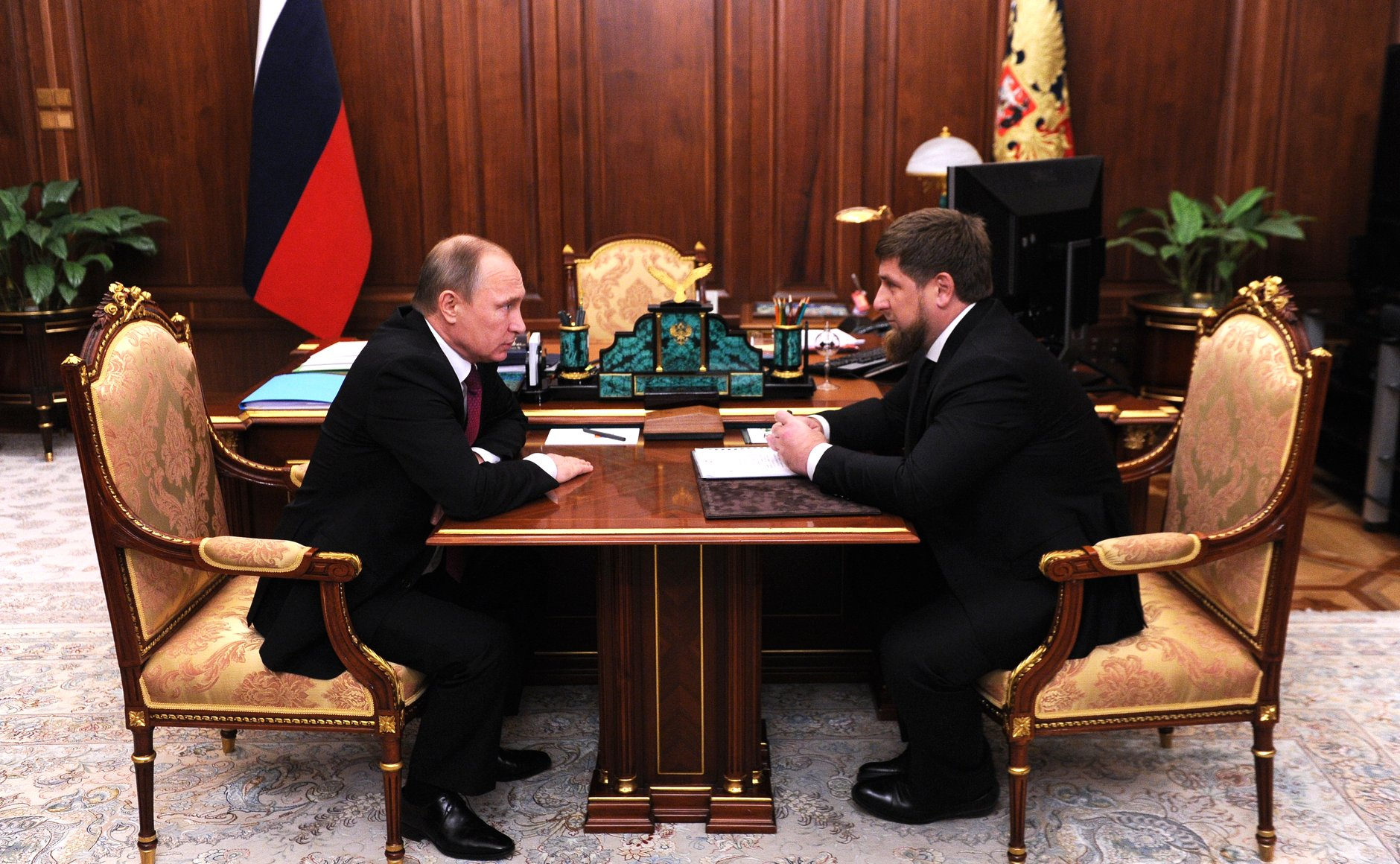
Vladimir Putin và Ramzan Kadyrov

Cách tiếp cận và xử lý vấn đề khủng hoảng Chechnya một cách cứng rắn của Putin đã nhanh chóng lôi cuốn sự ủng hộ của dân chúng. Việc Putin lên nắm quyền chỉ đạo chính phủ vào tháng 8 năm 1999 trùng khớp với sự tái hiện tình trạng gây hấn của cuộc xung đột hầu như đã yên tĩnh tại Bắc Caucasus, khi những người Chechnya tập hợp với nhau và xâm nhập nước Daghestan láng giềng. Cả trong nước Nga và bên ngoài, uy tín của Putin trước công chúng ngày càng tăng qua cách xử lý cứng rắn nhiệm vụ khó khăn này. Trong chiến dịch vận động bầu cử Duma mùa thu năm 1999, các phương tiện truyền thông đại chúng do Kremlin kiểm soát hoặc có liên minh với họ đã cáo buộc các đối thủ chính của Putin không cương quyết với chủ nghĩa khủng bố. 
Khi đã lên nắm quyền tổng thống ngày 31 tháng 12 năm 1999, Putin đã thực hiện một cuộc viếng thăm chưa từng có tới doanh trại quân đội Nga ở Chechnya, một trong những hình ảnh sớm nhất mà dân chúng Nga thấy được là vị tổng thống tạm quyền của họ đang thị phạm những con dao săn cho các binh sĩ. Suốt mùa đông năm 1999, chính phủ Putin thường xuyên tuyên bố thắng lợi đã ở gần tầm tay. Quân đội Nga đã chiếm được thủ đô Grozny sau một cuộc vây hãm từ cuối năm 1999 đến tháng 2 năm 2000. Các nhóm nhỏ phiến quân Chechnya tiếp tục đánh du kích ở khu vực Bắc Kavkaz trong 9 năm tiếp theo cho đến năm 2009, về cơ bản quân Nga đã dập tắt được phiến quân Chechnya và còn thu phục họ, sử dụng như một lực lượng tinh nhuệ (Lực lượng Chechen).

### Ưu tiên mới
Năm 2018, Tổng thống Nga Putin nêu ưu tiên đối nội trong nhiệm kỳ mới bằng cách nỗ lực hướng tới mục tiêu tạo công ăn việc làm, gia tăng thu nhập, cải thiện y tế và xây dựng cơ sở hạ tầng mới. Trong bài diễn văn toàn quốc sau khi chiến thắng của ông Putin trong cuộc bầu cử tổng thống cuối tuần qua được công nhận, nhà lãnh đạo này thừa nhận sẽ là vô trách nhiệm khi cam kết toàn bộ những thiếu sót sẽ được khắc phục ngay. Tổng thống tái đắc cử Nga khẳng định, việc tiến hành tranh luận về hoạt động của nhà chức trách nước này là cần thiết, song cho rằng không có chỗ cho các đối thủ của Điện Kremlin thực hiện chủ nghĩa dân túy vô trách nhiệm. Kinh tế phục hồi đã tạo điều kiện cho chính quyền của Tổng thống Putin thực hiện các chính sách xã hội tích cực như xây dựng, sửa chữa hạ tầng cơ sở, trường học, bệnh viện, tăng lương cho người lao động và lương hưu để làm cải thiện rõ rệt đời sống nhân dân lao động Nga. Tuy vậy, về kinh tế, Nga chưa khắc phục được tình trạng mất cân đối của cơ cấu kinh tế, thu ngân sách còn phụ thuộc nhiều vào xuất khẩu nhiên, nguyên liệu. Nhìn chung, kinh tế Nga phát triển chưa bền vững, khả năng cạnh tranh của các ngành sản xuất trong nước chưa cao, môi trường đầu tư, kinh doanh cũng chưa thuận lợi. Các chính sách trừng phạt và mang tính thù địch của các nước phương Tây đối với Nga vẫn tác động tiêu cực đến kinh tế Nga..  